# 瑟琳娜 (伊利諾伊州)
瑟琳娜（英語：Serena）是位於美國伊利諾伊州拉薩爾縣的一個人口普查指定地區。

## 地理
瑟琳娜的座標為41°29′10″N 88°43′53″W / 41.48611°N 88.73139°W，而該地最高點為海拔高度193米（即633英尺）。

## 人口
根據2010年美國人口普查的數據，瑟琳娜的面積為9.54平方千米，當中陸地面積為8.29平方千米，而水域面積為1.25平方千米。當地共有人口980人，而人口密度為每平方千米102.73人。